# Aongstroemia reinwardtii
Aongstroemia reinwardtii là một loài rêu trong họ Dicranaceae. Loài này được Dozy & Molk. Müll. Hal. mô tả khoa học đầu tiên năm 1848.